# Aghavnadzor, Kotayk
Aghavnadzor là một đô thị thuộc tỉnh Kotayk, Armenia. Dân số ước tính năm 2011 là 1350 người.